# Ludham
Ludham – wieś w Anglii, w hrabstwie Norfolk, w dystrykcie North Norfolk. Leży 19 km na północny wschód od Norwich i 176 km na północny wschód od Londynu.
Miejscowość liczy 1301 mieszkańców.
Położona jest w sąsiedztwie obszaru chronionej przyrody The Broads.